# Dream Street (zespół muzyczny)
Dream Street – amerykański boysband założony w połowie 1999 roku. Został rozwiązany w 2002 roku z powodu sporu rodziców i menedżerów grupy.

## Historia
Grupa początkowo stworzona przez producentów Louisa Baldonieri i Briana Lukowa nazwana 'Boy Wonder'. Do zespołu należało kilku chłopców w wieku 11–14 z nowojorskiego Broadwayu. Producenci mieli nadzieję odnieść sukces w przemyśle muzyki pop, wprowadzając na scenę grupę nastolatków, którzy już mieli doświadczenia muzyczne. Wśród pierwszych członków zespołu byli Greg Raposo i Chris Trousdale, którzy później stali się częścią nowego, utworzonego w 1999 roku zespołu.
Jesse McCartney, Gregory Raposo, Matthew Ballinger, Frankie Galasso i Chris Trousdale stali się nowymi twarzami zespołu, który został nazwany Dream Street (tak jak studio nagrań Lukowa i Baldonieri'ego w Nowym Jorku). Ich pierwszy utwór They Don't Understand, znalazł się na ścieżce dźwiękowej do filmu Pokémon 2: Uwierz w swoją siłę z 2000 roku. Debiutancka płyta zespołu wydana w 2001 roku zdobyła miano złotej. Drugim i ostatnim albumem zespołu była ścieżka dźwiękowa do filmu The Biggest Fan, w którym główne role grali Chris Trousdale i Kaila Amariah.

## Muzycy

### Jesse McCartney

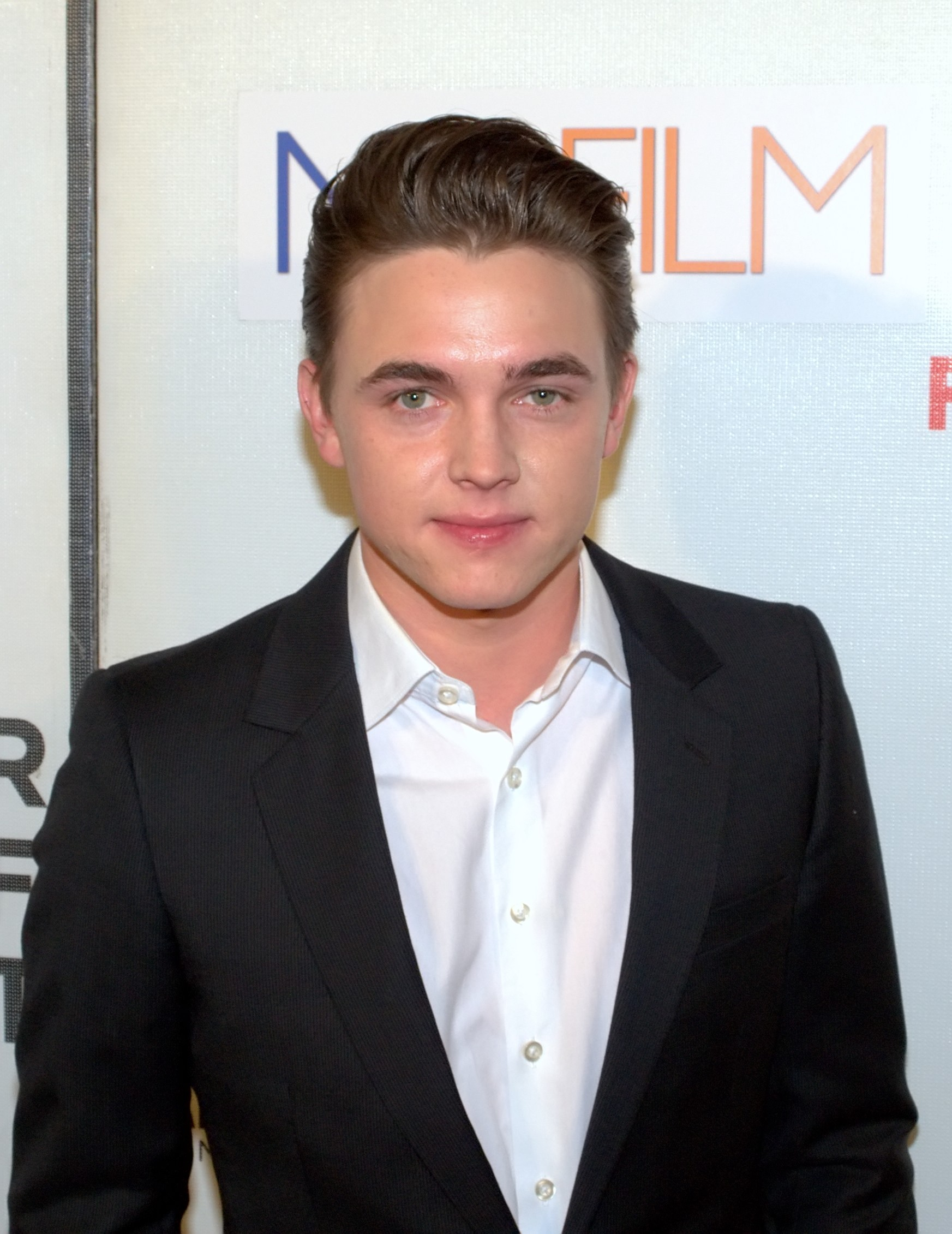
Jesse McCartney w 2010 roku

Jesse McCartney (ur. 9 kwietnia 1987 w Nowym Jorku) – w 2004 roku rozpoczął karierę solową. Jego debiutancka płyta Beautiful Soul pokryła się platyną. Zagrał w wielu filmach i serialach. Udziela się również jako aktor dubbingowy. W 2014 roku wydał swój czwarty studyjny album In Technicolor.

### Matt Ballinger
Matt Ballinger (ur. 22 kwietnia 1985 w Nowym Jorku) – po rozpadzie zespołu wrócił do szkoły. Na studiach dołączył do zespołu The Juice. W 2007 roku ukończył Tufts University w Bostonie. Rok później ogłoszono rozpad zespołu. W 2008 roku powstał zespół Open Till Midnight, w którym Ballinger udziela się wokalnie.
24 sierpnia 2013 roku w Coveleigh Club w Rye (Nowy Jork) poślubił Danielle Manning. Para poznała się w 2000 roku, przy okazji wywiadu z zespołem Dream Street prowadzonego przez dziewczynę.

### Greg Raposo
Greg Raposo (ur. 3 maja 1985 w Nowym Jorku) – po rozpadzie zespołu Raposo wydał płytę zatytułowaną Greg Raposo, na której znalazły się single: Take me home i Every summer. Często pojawiał się w Radio Disney oraz koncertował w ramach świątecznej trasy Jingle Jam Tour, organizowanej przez stację. Greg grał w kilku zespołach: Raposo, Stereopath i Dead Celebrities. W 2008 i 2009 roku wystąpił w dwóch filmach: Return to Sleepaway Camp i Destination Fame W 2012 roku wydał drugi solowy album Loss, Love, Life poświęcony pamięci jego zmarłej kuzynki Theresy. Greg inspirował się krewną pisząc między innymi utwór Dancing On Water.
27 września 2014 roku poślubił Julie Cordero.

### Frankie J. Galasso
Frankie J. Galasso (ur. 24 stycznia 1985 w Nowym Jorku) – po rozpadzie zespołu wrócił do szkoły, a następnie kontynuował naukę w Five Towns College. Zdobył tytuł licencjata z zarządzania oraz tytuł inżyniera dźwięku.
W 2009 roku wydał swój pierwszy singiel Give Me a Reason.
W 2012 roku dołączył do obsady objazdowej trasy musicalu Jersey Boys.

### Chris Trousdale
Chris Trousdale (ur. 11 czerwca 1985 w New Port Richey (Floryda), zm. 2 czerwca 2020 w Burbank w Kalifornii) – w 2002 roku rozpoczął solową karierę. Nagrał dwie świąteczne piosenki Wild Christmas i Kissless Christmas, które znalazły się na składance School's Out! Chrismas. Razem z girlsbandem Play nagrał cover utworu I'm Gonna Make You Love Me, który stał się hitem Radia Disney i znalazł się na składance Radio Disney Jams, Vol. 5.
W 2006 roku Trousdale zawiesił swoją karierę by spędzić więcej czasu z mamą, która zachorowała na raka skóry. W trakcie jej choroby pozostał w Michigan przez 3 lata i pomógł w otwarciu tamtejszej szkoły tańca, w której został trenerem. Tańczył w kilku teledyskach, między innymi City of Lights i Save the Last Dance for Me Danny'ego Aiello. W 2010 roku wystąpił w serialu Shake It Up, a nagrany przez niego utwór Not Too Young znalazł się na ścieżce dźwiękowej do serialu. W 2014 roku wystąpił w filmie tanecznym Dance-Off (Platinum the Dance Movie).
2 czerwca 2020 zmarł na COVID-19.

## Dyskografia

### Albumy
- Dream Street (2001)
- The Biggest Fan (2002)

### Single
- "It Happens Everytime" (2000)
- "I Say Yeah" (2001)
- "Sugar Rush" (Valentine's Day Limited Edition – 2001)
- "With All My Heart" (2002)

## Wideografia
- Dream Street LIVE [Video/DVD] (2001)
- Dream Street Live at Criterion Theatre [Video/DVD] (1999)

## Filmy
- The Biggest Fan (2002)